# Línea de transmisión
Este artículo se refiere a la línea de transmisión de comunicaciones. Para información sobre líneas de transmisión utilizadas en las redes de transmisión y distribución eléctrica, véase Red de transporte de energía eléctrica.
Una línea de transmisión es una estructura material de geometría uniforme utilizada para transportar eficientemente la energía de radiofrecuencia desde un punto a otro; como puede ser de un equipo de transmisión a otro, de un transmisor a la antena, entre otras aplicaciones. Un parámetro que la define comúnmente es su impedancia característica, siendo los valores más comunes 50 y 75 ohmios cuando nos referimos a un tipo particular de líneas de transmisión conocidos, en este caso, como cables coaxiales. Un ejemplo típico de 75 ohmios es el cable RG-6 el cual es usado para la acometida del servicio de televisión por cable residencial.
En adelante utilizaremos la denominación de línea de transmisión exclusivamente para aquellos medios de transmisión con soporte físico, susceptibles de guiar ondas electromagnéticas en modo TEM (modo transversal electromagnético). Un modo TEM se caracteriza por el hecho de que tanto el campo eléctrico, como el campo magnético que forman la onda son perpendiculares a la dirección en que se propaga la energía; sin existir, por tanto componente de los campos en la dirección axial (dirección en que se propaga la energía).
Para que existan propagación energética en modo TEM, es necesario que existan al menos dos conductores eléctricos y un medio dieléctrico entre ambos (que puede incluso ser aire o vacío). Ejemplos de líneas de transmisión son el cable bifilar, el cable coaxial, y líneas planares tales como la stripline, la microstrip...
Cuando el modo de propagación es TEM, es posible definir, sin ambigüedad, tensiones y corrientes, y el análisis electromagnético de la estructura (estudio de campos) no se hace imprescindible, siendo posible una representación circuital con parámetros distribuidos, tal y como aquí se trata con posterioridad.
Así podemos decir que el modelo circuital equivalente de un tramo de línea de transmisión ideal de longitud infinitesimal dz está compuesto por una bobina serie que representa la autoinducción L de la línea de transmisión por unidad de longitud (medida en H/m), y un condensador en paralelo para modelar la capacidad por unidad de longitud C de dimensiones F/m.
Cuando la línea de transmisión introduce pérdidas, deja de tener un carácter ideal y es necesario ampliar el equivalente circuital anterior añadiendo dos nuevos elementos: una resistencia serie R, que caracteriza las pérdidas óhmicas por unidad de longitud generadas por la conductividad finita de los conductores, y que se mide en Ω/m, y una conductancia en paralelo G, con dimensiones de S/m (o Ω-1m-1), para representar las pérdidas que se producen en el material dieléctrico por una conductividad equivalente no nula, lo que da lugar al circuito equivalente de la siguiente figura:
Las ecuaciones que rigen {\displaystyle V(z)} e {\displaystyle I(z)} con dependencia armónica con el tiempo en una línea de transmisión son las siguientes:
{\displaystyle V(z)=V_{0}^{+}e^{-\gamma z}+V_{0}^{-}e^{+\gamma z}}
{\displaystyle I(z)=I_{0}^{+}e^{-\gamma z}+I_{0}^{-}e^{+\gamma z}}

## Reseña histórica
El análisis matemático del comportamiento de la transmisión de ondas electromagnéticas se realizó gracias a los trabajos de James Clerk Maxwell, Lord Kelvin y, principalmente, Oliver Heaviside.
En 1855, Lord Kelvin formuló un modelo de difusión para la corriente en un cable submarino. Este modelo predijo correctamente el pobre desempeño que tendría el cable submarino transatlántico de 1858. En 1885, Heaviside publicó los primeros documentos sobre el estudio de la línea de transmisión, en los que describía su análisis de propagación en cables y la forma actual de las ecuaciones del telégrafo.

## Modelado en cuadripolo
Para propósitos de análisis, una línea de transmisión puede modelarse en un cuadripolo (también llamada red bipuerto) como sigue:
En el caso más simple de estudio, asumiremos que la red es lineal (esto es, la respuesta a una combinación lineal de varias excitaciones, es una combinación lineal de las respuestas que tendría la red para cada una de las excitaciones por separado, o dicho de otra forma es aplicable el principio de superposición). Además la red es recíproca y simétrica (es decir, ambos puertos son intercambiables). 
Si la línea de transmisión es uniforme en toda su longitud y sin pérdidas (línea de transmisión no disipativa) entonces su comportamiento estará enteramente descrito por un único parámetro llamado impedancia característica, representada por Z0. Ésta es la razón de la tensión compleja a la corriente compleja en cualquier punto de una línea de longitud infinita (o finita en longitud pero terminada en la una impedancia de valor igual a la impedancia característica). Cuando la línea de transmisión es sin pérdidas, la impedancia característica de la línea es un valor real. Algunos valores típicos de Z0 son 50 y 75 ohmios para un cable coaxial común, 100 ohmios para un par trenzado y más o menos 300 ohmios para un par de cobre usado en radiocomunicaciones.
Cuando se envía potencia a través de una línea de transmisión, lo más deseable es que toda esa potencia enviada sea transmitida a la carga, sin que exista potencia reflejada hacia la fuente. Esta condición ideal se logra haciendo que las impedancias de fuente y carga sean cada una iguales a Z0, caso en el cual se dice que la línea de transmisión está adaptada.
En las líneas reales parte de la potencia que se envía a través de la línea de transmisión se disipa (se pierde) debido al efecto resistivo. Esta pérdida se llama pérdida resistiva o pérdida óhmica. En altas frecuencias, se hace significativo otro tipo de pérdida, llamado pérdida por dieléctrico, que se agrega a la pérdida resistiva. La pérdida por dieléctrico es causada cuando el material dieléctrico que forma parte de la línea de transmisión absorbe energía del campo eléctrico alterno y la convierte en calor.
La pérdida total de potencia en una línea de transmisión se conoce como atenuación y se especifica en unidades de decibel por metro o neperio por metro. La atenuación generalmente depende de la frecuencia de la señal. Los fabricantes de líneas de transmisión acostumbran adjuntar a sus productos la hoja de características que contiene las atenuaciones en dB/m para un rango determinado de frecuencias. Una atenuación de 3 dB corresponde, aproximadamente, a la pérdida de la mitad de cierta potencia.
Se puede definir como línea de transmisión de alta frecuencia a aquellas que están específicamente diseñadas para transmitir ondas electromagnéticas cuyas longitudes de onda son pequeñas (alta frecuencia) y, por tanto, comparables a la extensión completa de la línea. Bajo estas condiciones, la longitud física de la línea puede ser pequeña, pero dado que el tamaño de la línea es comparable a la longitud de onda, las aproximaciones útiles para bajas frecuencias, que asumen propagación energética instantánea entre dos puntos separados de un mismo conductor, dejan de tener sentido y se ponen de manifiesto fenómenos de retardo en la propagación. Esto ocurre con las señales de radio, de microondas y ópticas, y con las señales que se encuentran en los circuitos digitales de alta velocidad.

## Las ecuaciones del telégrafo
Oliver Heaviside desarrolló un modelo matemático de línea de transmisión, conocido como ecuaciones del telégrafo, que describe la variación instantánea de la tensión y corriente eléctricas a lo largo de un conductor.
La teoría fue desarrollada para las líneas de transmisión de comunicaciones, como los hilos telegráficos y los conductores de radiofrecuencia; sin embargo, también es aplicable en su totalidad al diseño de las líneas de transmisión de potencia. Las ecuaciones constan de dos ecuaciones diferenciales lineales en función de la distancia y el tiempo: una para V(x, t) y otra para I(x, t). El modelo demuestra que la energía eléctrica puede reflejarse en la línea, y que se podían formar patrones de onda conocidos.

### Ecuaciones
Las ecuaciones del telégrafo pueden entenderse como una simplificación de las ecuaciones de Maxwell. Para fines prácticos, se asume que el conductor está compuesto por una serie de redes bipuerto (cuadripolos) elementales, representando cada cual un segmento infinitesimal de la línea de transmisión. Un segmento infinitesimal de línea de transmisión queda caracterizado, por cuatro parámetros distribuidos, conocidos también habitualmente como parámetros primarios de la línea de transmisión.
- La inductancia distribuida (expresada en henrios por unidad de longitud) debido al campo magnético que se forma alrededor del conductor al cambiar la cantidad de corriente eléctrica que por él circula y que se representa como una sola bobina en serie L. El parámetro L modela el proceso de almacenamiento energético en forma de campo magnético que se produce en la línea.
- El comportamiento capacitivo distribuido (expresado en faradios por unidad de longitud) debido al campo eléctrico existente en el dieléctrico entre los conductores de la línea, se representa por un solo condensador en paralelo C, colocado entre "el conductor de ida" y "el conductor de retorno". El parámetro C modela el proceso de almacenamiento energético en forma de campo eléctrico que se produce en la línea.
- La resistencia distribuida en el conductor (expresada en ohmios por unidad de longitud) se representa por un solo resistor en serie R. Este parámetro modela la disipación de potencia debido a la no idealidad de los conductores (pérdidas óhmicas).
- La conductancia distribuida (expresada en ohms por unidad de longitud o siemens por unidad de longitud) se representa por una conductancia en paralelo G, colocada entre "el conductor de ida" y "el conductor de retorno". El parámetro G modela la disipación de potencia que se produce por la no idealidad del medio dieléctrico (pérdidas dieléctricas).

Cuando los parámetros R y G son muy pequeños, sus efectos se pueden ignorar, de manera que la línea de transmisión se puede considerar una estructura ideal y sin pérdidas. En este caso, el modelo depende sólo de los parámetros L y C, de los cuales obtenemos un par de ecuaciones diferenciales parciales, una de ellas para la tensión y otra para la corriente, a través de la línea, ambas en función de la posición o distancia x y del tiempo t.

{\displaystyle {\frac {\partial }{\partial x}}V(x,t)=-L{\frac {\partial }{\partial t}}I(x,t)}

{\displaystyle {\frac {\partial }{\partial x}}I(x,t)=-C{\frac {\partial }{\partial t}}V(x,t)}

Estas ecuaciones pueden combinarse para formar cualquiera de estas ecuaciones de onda exactas:

{\displaystyle {\frac {\partial ^{2}}{{\partial t}^{2}}}V={\frac {1}{LC}}{\frac {\partial ^{2}}{{\partial x}^{2}}}V}

{\displaystyle {\frac {\partial ^{2}}{{\partial t}^{2}}}I={\frac {1}{LC}}{\frac {\partial ^{2}}{{\partial x}^{2}}}I}

Si la línea posee una longitud infinita o está terminada en su impedancia características, estas ecuaciones nos indicarán además la presencia de una onda que viaja con velocidad {\displaystyle c={\frac {1}{\sqrt {LC}}}}.  
(Nótese que esta velocidad de propagación sólo es aplicable a la onda y no tiene nada que ver con la velocidad de arrastre del electrón, caso aparte para el cual existen otras ecuaciones y otra teoría.  Para una línea de transmisión lineal homogénea e isótropa, hecha de conductores perfectos y con vacío entre ellos, se puede demostrar que dicha velocidad es igual a la de la luz.)

### Línea de transmisión disipativa
Cuando las pérdidas por disipación en los elementos R y G no son despreciables, las ecuaciones diferenciales originales que describen el cuadripolo elemental pasan a tener la forma

{\displaystyle {\frac {\partial }{\partial x}}V(x,t)=-L{\frac {\partial }{\partial t}}I(x,t)-RI(x,t)}

{\displaystyle {\frac {\partial }{\partial x}}I(x,t)=-C{\frac {\partial }{\partial t}}V(x,t)-GV(x,t)}

Derivando la primera ecuación respecto de x y la segunda respecto de t, obtendremos, con ayuda de manipulación algebraica, un par de ecuaciones diferenciales parciales hiperbólicas de sólo una incógnita:

{\displaystyle {\frac {\partial ^{2}}{{\partial x}^{2}}}V=LC{\frac {\partial ^{2}}{{\partial t}^{2}}}V+(RC+GL){\frac {\partial }{\partial t}}V+GRV}

{\displaystyle {\frac {\partial ^{2}}{{\partial x}^{2}}}I=LC{\frac {\partial ^{2}}{{\partial t}^{2}}}I+(RC+GL){\frac {\partial }{\partial t}}I+GRI}

Nótese que las ecuaciones se parecen mucho a la ecuación de onda homogénea con términos adicionales en V e I y sus primeras derivadas. Estos términos adicionales en la ecuación son, físicamente, el efecto que causa el decaimiento (atenuación) y distorsión de la señal en la distancia y el tiempo.

### Dirección de propagación de la señal
Las ecuaciones de onda indicadas líneas arriba nos muestran dos soluciones posibles para la onda viajera: una onda incidente (o progresiva) y una onda reflejada (o regresiva).

{\displaystyle V(x,t)\ =\ f_{1}(\omega t-kx)+f_{2}(\omega t+kx)}

donde
{\displaystyle k=\omega {\sqrt {LC}}={\omega  \over v}} , es el número de onda y posee unidades de radianes por metro,
ω es la frecuencia angular o natural, en radianes por segundo,
{\displaystyle f_{1}} y {\displaystyle f_{2}} son dos funciones arbitrarias suficientemente regulares (de clase 2 o, en muchos casos, analíticas), y
{\displaystyle v={1 \over {\sqrt {LC}}}} representa la velocidad de propagación de la onda.
{\displaystyle f_{1}} representa una onda viajera según la dirección positiva de x, mientras que {\displaystyle f_{2}} representa una onda viajera según la dirección negativa de x.Ambas sin cambiar su forma. Se puede decir que la tensión instantánea en cualquier punto x de la línea, V(x), es la suma de las tensiones de ambas ondas, confirmando que se cumple el principio de superposición mencionado al admitir que la red es lineal.
Dado que la corriente I guarda relación con la tensión V en las ecuaciones del telégrafo, podemos escribir

{\displaystyle I(x,t)\ =\ {f_{1}(\omega t-kx) \over Z}-{f_{2}(\omega t+kx) \over Z}}

donde:

{\displaystyle Z_{0}={\sqrt {L \over C}}}

es la impedancia característica (en ohmios) de la línea de transmisión.